# داگلاس پاکر
داگلاس پاکر (به پرتغالی: Douglas Ricardo Packer) هافبک اهل برزیل است که در شهر Indaial و در تاریخ ۱۳ مارس ۱۹۸۷ به دنیا آمده‌است.
داگلاس پاکر در تیم‌های فوتبال یوونتوس، سیه‌نا سابقهٔ حضور دارد.